# Acacia verheijenii
Acacia verheijenii é uma espécie de leguminosa do gênero Acacia, pertencente à família Fabaceae.